# The Million Dollar Face
The Million Dollar Face (titulado: El beso de oro o El rostro del millón de dólares en España) es un telefilme estadounidense de drama de 1981, dirigido por Michael O’Herlihy, escrito por Robert Hamner, Douglas Heyes, Jud Kinberg y Robert J. Shaw, está basado en una novela de Lois Wyse; musicalizado por Morton Stevens, en la fotografía estuvo Robert L. Morrison y los protagonistas son Tony Curtis, David Huffman y Herschel Bernardi, entre otros. Este largometraje fue producido por Nephi/Hamner Productions y se estrenó el 12 de marzo de 1981.

## Sinopsis
Chester Masteron es dueño de una conocida empresa de cosméticos. Ha pasado muchos años tratando de encontrar el rostro ideal para mostrar sus productos. Lo halla en Brett Devereaux, y se enamora de ella.